# Gonneville-sur-Honfleur
 Gonneville-sur-Honfleur  es una población y comuna francesa, situada en la región de Baja Normandía, departamento de Calvados, en el distrito de Lisieux y cantón de Honfleur.

## Demografía
| 513 | 524 | 493 | 552 | 718 | 723 |
| Para los censos de 1962 a 1999 la población legal corresponde a la población sin duplicidades (Fuente: INSEE [Consultar]) |     |     |     |     |     |